# LHK Jestřábi Prostějov
LHK Jestřábi Prostějov – czeski klub hokeja na lodzie z siedzibą we Prościejowie.

## Historia
Chronologia nazw
- 1913 – SK Prostějov (Sportovní klub Prostějov)
- 1945 – ČSSZ Prostějov (Československé stavební závody Prostějov)
- 1953 – DSO Tatran Prostějov (Dobrovolná sportovní organizace Tatran Prostějov)
- Slovan Prostějov
- 1959 – TJ Železárny Prostějov (Tělovýchovná jednota Železárny Prostějov)
- 1969 – TJ Prostějov (Tělovýchovná jednota Prostějov)
- HKC Prostějov
- BSH Prostějov
- 1989 – IHC Prostějov (Ice Hockey Club Prostějov)
- 1999 – HC Prostějov (Hockey Club Prostějov)
- 2004 – HK Jestřábi Prostějov (Hokejový klub Jestřábi Prostějov)
- 2009 – LHK Jestřábi Prostějov (Lední hokejový klub Jestřábi Prostějov)

## Sukcesy
- Srebrny medal Czechosłowacji: 1932
- Puchar Tatrzański: 1932, 1946, 1952